# Tragulus napu
Tragulus napu — вид парнокопитних родини Tragulidae, поширений на Суматрі, Борнео та менших малайзійських та індонезійських островах, а також у південній М'янмі, південному Таїланді та півострів Малайзія. Його природне середовище проживання — субтропічні або тропічні, вологі низинні ліси.

## Морфологія
Tragulus napu є одним із найбільших представників свого роду. Важить від 5 до 8 кг. Довжина його голови й тулуба становить 70–75 см, а довжина хвоста — 8–10 см; висота в плечах становить від 30 до 35 см. Має малу трикутну голову з малим загостреним чорним носом і великими очима. Його довгі ноги тонкі. Задні лапи помітно довші за передні. Тіло округле. Шерсть зверху від сіро-коричневого до оранжево-коричневого кольору. З боків хутро досить бліде, але темніше по середній лінії. Він білий знизу, а точніше на шиї, животі, грудях і підборідді. У самця немає ні рогів, ні пантів, але є маленькі «бивні» — подовжені ікла на верхніх щелепах.

## Поведінка
Tragulus napu веде нічний спосіб життя поодиноко. Він використовує невеликі стежки через густий чагарник у лісі. Це досить довірливі, але делікатні тварини. Харчуються опалими плодами, водними рослинами, бруньками, листям, кущами та травами.